# ساندرو أندريه دا سيلفا
ساندرو أندريه دا سيلفا (5 مارس 1974 في البرازيل – )؛ هو لاعب كرة قدم سابق كان يلعب كلاعب وسط.

## وصلات خارجية
- ساندرو أندريه دا سيلفا على موقع رابطة كرة القدم اليابانية للمحترفين (اليابانية)
- ساندرو أندريه دا سيلفا على موقع قاعدة بيانات كرة القدم.إي يو (الإنجليزية)
- ساندرو أندريه دا سيلفا على موقع عالم كرة القدم.نت (الإنجليزية)